# Ruta de Illinois 120
La Ruta de Illinois 120, y abreviada IL 120 (en inglés: Illinois Route 120) es una carretera estatal estadounidense ubicada en el estado de Illinois. La carretera inicia en el oeste desde la US 14     en Woodstock hacia el este en la IL 131     en Waukegan. La carretera tiene una longitud de 55,5 km (34.48 mi).

## Mantenimiento
Al igual que las autopistas interestatales, y las rutas federales y el resto de carreteras estatales, la Ruta de Illinois 120 es administrada y mantenida por el Departamento de Transporte de Illinois por sus siglas en inglés IDOT.

## Cruces
La Ruta de Illinois 120 es atravesada principalmente por la  I 94     en Gurnee.